# Basilika St. Josef (Alameda)

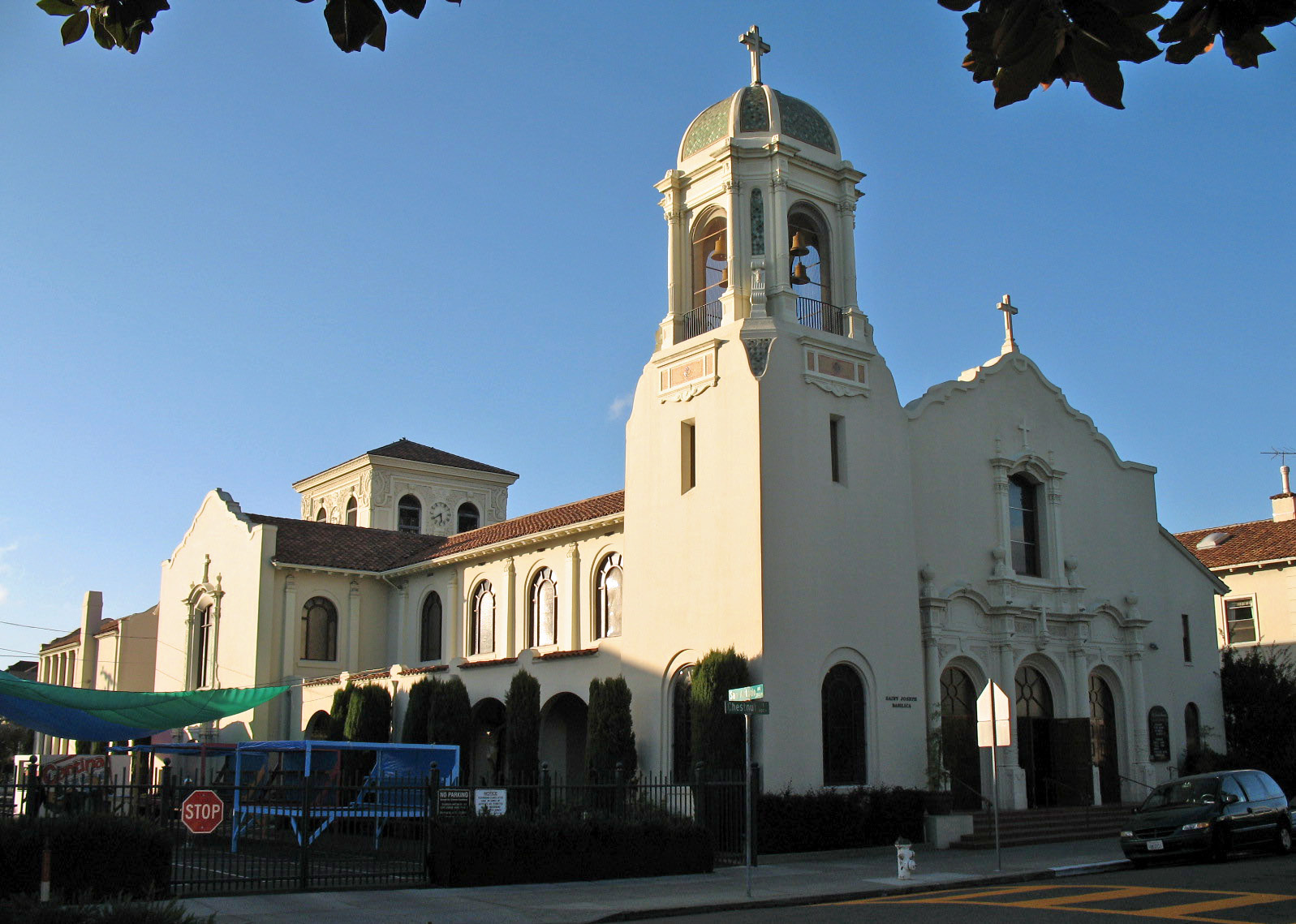
Außenansicht

Die Basilika St. Josef (englisch St. Joseph’s Basilica) ist eine römisch-katholische Kirche in Alameda, Kalifornien, Vereinigte Staaten. Die Basilica minor im Bistum Oakland ist dem hl. Josef von Nazaret gewidmet und stammt aus den 1920er Jahren. Die Kirche im spanischen Missionsstil wird als Kulturdenkmal geführt.

## Geschichte
Die Geschichte der ursprünglichen Missionskirche reicht bis in den Beginn der Besiedlung der Stadt Alameda zurück. 1873 wurde die katholische Mission in Alameda durch den Erzbischof Joseph Sadoc Alemany y Conill von San Francisco gegründet, um der wachsenden römisch-katholischen Bevölkerung zu dienen. Die Pfarrei St. Joseph wurde 1885 gegründet. Nach zwei Vergrößerungen wurde die Kirche 1891 durch einen Neubau neben der Mädchenschule abgelöst. Mit Einsetzung von John J. Sullivan, zuvor Pfarrer der damaligen Kathedrale von San Francisco, wurde wiederum der Bau einer größeren Kirche initiiert. Die Grundsteinlegung erfolgte am 12. August 1894; Erzbischof Patrick William Riordan weihte die neugotische Holzkirche am 20. Januar 1895. Diese hölzerne Kirche brannte in der Nacht vom 29. September 1919 vollständig ab. Der Grundstein für die heutige Kirche wurde am 22. August 1920 vom Erzbischof von San Francisco, Edward Joseph Hanna, gelegt. Die erste Messe in der neuen Kirche wurde Weihnachten 1921 gefeiert. Nach Abpfarrungen war die Kirche ab 1925 nurmehr für das Zentrum von Alameda zuständig. Am 17. August 1935 leitete der Erzbischof von San Francisco, John Joseph Mitty, die Weihe des Altars und der Kirche St. Joseph. Es war eine der wenigen in der Erzdiözese San Francisco geweihten Kirchen.
Im Frühjahr 1972 erhob Papst Paul VI. die St. Josephs-Kirche in den Rang einer Basilica  minor. Die Basilika wurde am 18. September 1978 in das nationale Register der historischen Stätten aufgenommen.

## Bauwerk
Die neue Kirche wurde vom aus Massachusetts stammenden Architekten Henry Anthony Minton entworfen, der nach dem Erdbeben von 1906 nach Westen gekommen war, um beim Wiederaufbau von San Francisco zu helfen. Die Kirche wurde im spanischen Kolonialstil gebaut, angelehnt an die Mission San Carlos Borromeo de Carmelo in Monterey. Die Kirche erhielt eine von den Columbusrittern gestiftete Glocke, die aus dem Metall der Glocke der abgebrannten Kirche gegossen wurde. Die Basilika hat eine Orgel des Herstellers Schoenstein & Co. aus San Francisco.